# 摩傑拉
摩傑拉（日文：モゲラ，英文為Moguera）是1957年東寶電影公司製作的電影《地球防衛軍》中登場的虛構機器人，1994年電影《哥斯拉vs太空哥斯拉》中以MOGERA(Mobile Operation Godzilla Expert Robot Aero-type)的名稱再次登場。

## 登場電影
1. 《地球防衛軍》（1957年）
2. 《哥斯拉vs太空哥斯拉》（1994年）

## 歷代摩傑拉

### 初代摩傑拉 モゲラ（MOGUERA)
- 身長:50m
- 體重:5萬噸
- 登場電影:《地球防衛軍》

機器怪物摩傑拉是由神秘星球人ミステリアン (Mysteriian)所開發, 原本是開發用於土木工程的機械人, 但最後郤用來攻擊及侵略地球。 整個身體被金屬盔甲覆蓋,由米類固醇鋼製成,其強度是一般鋼的200倍。 嘴部配備了鑽頭,可以鑽地和作攻擊用。 具有可更換的尾部,可根據各種目的更換設備。 另外眼睛可發射等離子射線。

### 二代摩傑拉改名為摩根拉 モゲラ (MOGERA)
- 身長:120m
- 體重:17萬6000噸
- 登場電影:《哥斯拉vs太空哥斯拉》

第二代英文名由原本 MOGUERA 改為 MOGERA 的原因是為了配劇情。 MOGERA 是英文 [Mobile Operation Godzilla Expert Robot Aero-type] 的縮寫, 中文意思是[對哥吉拉機動作戰飛行型機器人]。

#### Star Falcon
- 全長:80m
- 全幅:67m
- 重量:7萬7000噸
- 登場電影:《哥斯拉vs太空哥斯拉》

#### Land Moguera
- 全長:85m
- 重量:9萬9000噸
- 登場電影:《哥斯拉vs太空哥斯拉》